# Осыково (Хмельницкая область)
Осыково (укр. Осикове) — село в Деражнянском районе Хмельницкой области Украины.
Население по переписи 2001 года составляло 22 человека. Почтовый индекс — 32220. Телефонный код — 3856. Занимает площадь 2,21 км². Код КОАТУУ — 6821584002.

## Местный совет
32220, Хмельницкая обл., Деражнянский р-н, с. Кальная, ул. Панасюка, 3